# Список сеньоров и герцогов де Бурбон

## Сеньоры де Бурбон (950—1327)
- Адемар (Аймар) де Бурбон (возм. 870 — ок. 953), первый известный сир де Бурбон.
- Упоминается в 950, 953 и 954 : Аймон I де Бурбон (ок. 900 — ок. 980), сеньор де Бурбон, сын предыдущего.
- 959—990 : Аршамбо I де Бурбон (ок. 940—990), известен как Аршамбо Франк, сеньор де Бурбон, сын предыдущего.
- 1028—1031, затем 1034—1034 : Аршамбо II де Бурбон, известен как Аршамбо Зелёный или Старый, сеньор де Бурбон, сын предыдущего.
- 1034-ок. 1064 : Аршамбо III де Бурбон, известен как Аршамбо дю Монте или Белый или Молодой, сеньор де Бурбон, сын предыдущего.
- ок. 1064—1078 : Аршамбо IV де Бурбон (ок. 1030—1078), известен как Аршамбо Сильный, сеньор де Бурбон, сын предыдущего.
- 1078—1096 : Аршамбо V де Бурбон (ок. 1050—1096), известен как Аршамбо Набожный, сеньор де Бурбон, сын предыдущего.
- 1096—1116 : Аршамбо VI де Бурбон (ок. 1190—1116), известен как Аршамбо Воспитанник, сеньор де Бурбон, сын предыдущего.
- 1116-до 1120 : Аймон II де Бурбон (ок. 1155-до 1120), сеньор де Бурбон, сын Аршамбо IV, брат Аршамбо V и, соответственно, дядя Аршамбо VI.
- до 1120—1171 : Аршамбо VII де Бурбон (ок. 1100—1171), сеньор де Бурбон, сын предыдущего.
- 1171—1228 : Матильда I де Бурбон (ок. 1165-после 1227), дама де Бурбон, внучка предыдущего, жена Ги II де Дампьера.

- 1196—1216 : Ги II де Дампьер (ок. 1155—1216), сеньор де Дампьер, сеньор де Бурбон (через жену), муж предыдущей и сын сеньора Гийома I де Дампьер.
- 1228—1242 : Аршамбо VIII де Бурбон (ок. 1197—1242), известен как Аршамбо Великий, сеньор де Бурбон, коннетабль Оверни, сын Матильды I и Ги II.
- 1242—1249 : Аршамбо IX де Бурбон (1205—1249), сеньор де Бурбон, граф де Невер (1228—1249) через жену, сын предыдущего.
- 1249—1262 : Матильда II де Бурбон (ок. 1234—1262), также Маго де Бурбон, дама де Бурбон, графиня де Невер, д’Осер (д’Оксерр) и де Тоннер, дочь предыдущего.
- 1262—1287 : Агнес де Бурбон-Дампьер, дама де Бурбон, дочь Аршамбо IX; жена Жана Бургундского (см. ниже).
- 1262—1267 : Жан Бургундский (граф Шароле), также Жан де Бурбон, сеньор де Бурбон (через жену), сеньор де Шароле, супруг предыдущей, сын герцога Гуго IV Бургундского.
- 1287—1310 : Беатрис Бургундская, также Беатрис де Бурбон, дама де Бурбон и де Шароле, дочь предыдущих, Агнес де Бурбон и Жана Бургундского; жена Роберта, графа де Клермон (см. ниже).

- 1287—1310 : Роберт де Клермон (1256—1317), граф де Клермон (1269—1317), сеньор де Бурбон (через жену), супруг предыдущей, сын короля Людовика IX Святого. Стал родоначальником дома де Бурбон, который впоследствии стал королевской династией, после восшествия на французский престол Генриха IV де Бурбона, потомка Роберта в 10-м поколении.
- 1310—1327 : Людовик I де Клермон (ок. 1280—1342), также Людовик де Бурбон, известен как Людовик I Великий или Хромой, сеньор де Бурбон, граф де Клермон (1317—1322), герцог де Бурбон (1327—1342), граф де Ла Марш (1322—1342); сын предыдущих, дамы Беатрисы де Бурбон и графа Роберта де Клермон.

## Герцоги де Бурбон (1327—1589)
- 1327—1342 : Людовик I де Клермон (ок. 1280—1342), также Людовик де Бурбон, известен как Людовик I Великий или Хромой, сеньор де Бурбон (1310—1327), граф де Клермон-ан-Пикардия (1317—1322), 1-й герцог де Бурбон (1327—1342), граф де Ла Марш (1322—1342); сын предыдущих, дамы Беатрисы де Бурбон и графа Роберта де Клермон.
- 1342—1356 : Пьер I де Бурбон (ок. 1311—1356), 2-й герцог де Бурбон, сын предыдущего.
- 1356—1410 : Людовик II де Бурбон (ок. 1336—1410), известен как Людовик Добрый, 3-й герцог де Бурбон, сеньор де Меркёр и граф де Форез (1371—1410) через жену; сын предыдущего.

- 1410—1434 : Жан I де Бурбон (1381—1434), граф де Клермон-а-Бовези (1404), 4-й герцог де Бурбон, граф де Форез (1417), герцог Овернский (Жан II, 1416—1434) и граф де Монпансье (1416—1434) через жену; сын Людовика II и Анны Овернской (1358—1417), графини де Форез.
- 1434—1456 : Карл I де Бурбон (1401—1456), граф де Клермон-а-Бовези (1410—1434), 5-й герцог де Бурбон, герцог Овернский (1434—1456); сын Жана I и Марии Беррийской, герцогини Овернской.
- 1456—1488 : Жан II де Бурбон (1427—1488), известен как Жан Добрый, 6-й герцог де Бурбон (Жан II), герцог Овернский (Жан III, 1456—1488), граф де Клермон и де Форез, казначей короля Людовика XI, коннетабль короля Карла VIII (1483—1488); сын Карла I и Агнес Бургундской.
- 1488—1488 : Карл II де Бурбон (1433—1488), архиепископ Лионский (1444—1488), кардинал (1476—1488), герцог де Бурбон (1488) (добровольно отказался от герцогского титула; в официальном перечне герцогов де Бурбонов ему не даётся порядкового номера); брат предыдущего.
- 1488—1503 : Пьер II де Бурбон (1438—1503), также Пьер де Божё, сеньор де Божё, 7-й герцог де Бурбон, герцог Овернский (1488—1503), регент Франции (1483—1491), граф де Ла Марш; брат предыдущего.
- 1503—1521 : Сюзанна де Бурбон (1491—1521), герцогиня де Бурбон и герцогиня Овернская (1503—1521), графиня де Клермон-ан-Овернь, де Ла Марш, де Форез и де Гин, дама де Божё (в официальном перечне герцогов де Бурбонов ей не даётся порядкового номера); дочь предыдущего.
- 1505—1527 : Карл III де Бурбон (1490—1527), также Карл де Монпансье или Коннетабль де Бурбон, граф де Монпансье (1501—1527), дофин Овернский (1501—1527), 8-й герцог де Бурбон, герцог Овернский (1505—1527)), граф де Ла Марш, де Форез и де Гин, сеньор де Божё (через жену), герцог де Шательро (1515), принц де Домб, граф де Клермон-ан-Овернь (1498—1517); супруг герцогини Сюзанны и правнук герцога Жана I.

Наследство Сюзанны де Бурбон, умершей бездетной, было оспорено Луизой Савойской, матерью короля Франциска I, как ближайшей родственницей покойной.

## Титулярные герцоги де Бурбон
- 1528—1531: Луиза Савойская (1476—1531), герцогиня Бурбонская с 1528, также герцогиня Овернская, Беррийская, Туренская, Анжуйская, Немурская и Ангулемская;
- 1543—1545 : Карл IV Ангулемский (1522—1545), также Карл Французский, сын Франции, герцог Ангулемский (1531—1545), герцог Орлеанский (Карл II, 1536—1545), герцог де Шательро (1540), граф де Клермон-ан-Бовези и граф де Ла Марш (1540), герцог де Бурбон (Карл IV) с 1544-1545г; сын короля Франциска I и герцогини Клод Бретонской, внук Луизы Савойской.
- 1562—1567 : Екатерина Медичи (1519—1589), герцогиня Бурбонская, вдова короля Генриха II.
- 1567—1574 : Генрих I (1551—1589), сын предыдущей, герцог Бурбонский, с 1574—король Франции  Генрих III.
- 1577—1592 : Елизавета Австрийская (1554—1592), вдова короля Карла IX , герцогиня Бурбонская.
- 1592—1601 : Луиза Лотарингская (1553—1601), вдова короля Генриха III, герцогиня Бурбонская.

После восшествия на престол Генриха IV титул герцогов де Бурбон носили принцы де Конде, представители младшей ветви дома Бурбонов.
- 1611—1642 : Мария Медичи (1575—1642), вдова Генриха IV, герцогиня Бурбонская.
- 1643—1661 : Анна Австрийская (1601—1666), вдова Людовика XIII, герцогиня Бурбонская.
  - 1652—1653 : Людовик III (1652—1653), сын Людовика II  принца Конде .
- 1661—1686 : Людовик IV Великий Конде (1621—1686), отец предыдущего, принц Конде.
  - 1667—1670 : Генрих II (1667—1670), внук предыдущего.
- 1686—1709 : Генрих III (1643—1709), сын предыдущего.
- 1709—1710 : Людовик V (1668—1710), сын предыдущего.
- 1710—1740 : Людовик VI Генрих (1692—1740), сын предыдущего.
- 1740—1756 : Людовик VII Жозеф (1736—1818), сын предыдущего.
- 1756—1830 : Людовик VIII Генрих Жозеф (1756—1830), сын предыдущего.

Герцоги де Бурбон из испанского королевского дома:
- 1950—1975 : Дон Альфонсо де Бурбон (1936—1989), старший сын Хайме де Бурбона, инфанта Испанского, «герцога Анжуйского и герцога Сеговии», внук короля Альфонса XIII. 25 ноября 1950 года Альфонсо был провозглашён своим отцом герцогом де Бурбоном. Затем Альфонсо носил титул «герцога Анжуйского».
- 1975—1984 : Дон Франциско де Бурбон (1972—1984), старший сын предыдущего. 3 августа 1975 года провозглашён своим отцом герцогом де Бурбоном. До этого Франциско носил титул «герцога Бретонского».
- с 1984 : Луис Альфонсо де Бурбон (род. 1974), младший брат предыдущего. 27 сентября 1984 года провозглашён своим отцом герцогом де Бурбоном. До 1989 года Луис носил титул «герцога Туреньского», а начиная с 1989 года стал титуловаться «герцогом Анжуйским».